# 斯特凡·克雷奇马尔
斯特凡·克雷奇马尔（德語：Stefan Kretzschmar，1973年2月17日—），德国男子手球运动员。他曾代表德国参加1996年、2000年和2004年夏季奥林匹克运动会手球比赛，其中2004年奥运会获得一枚银牌。